# Dominik Bloh

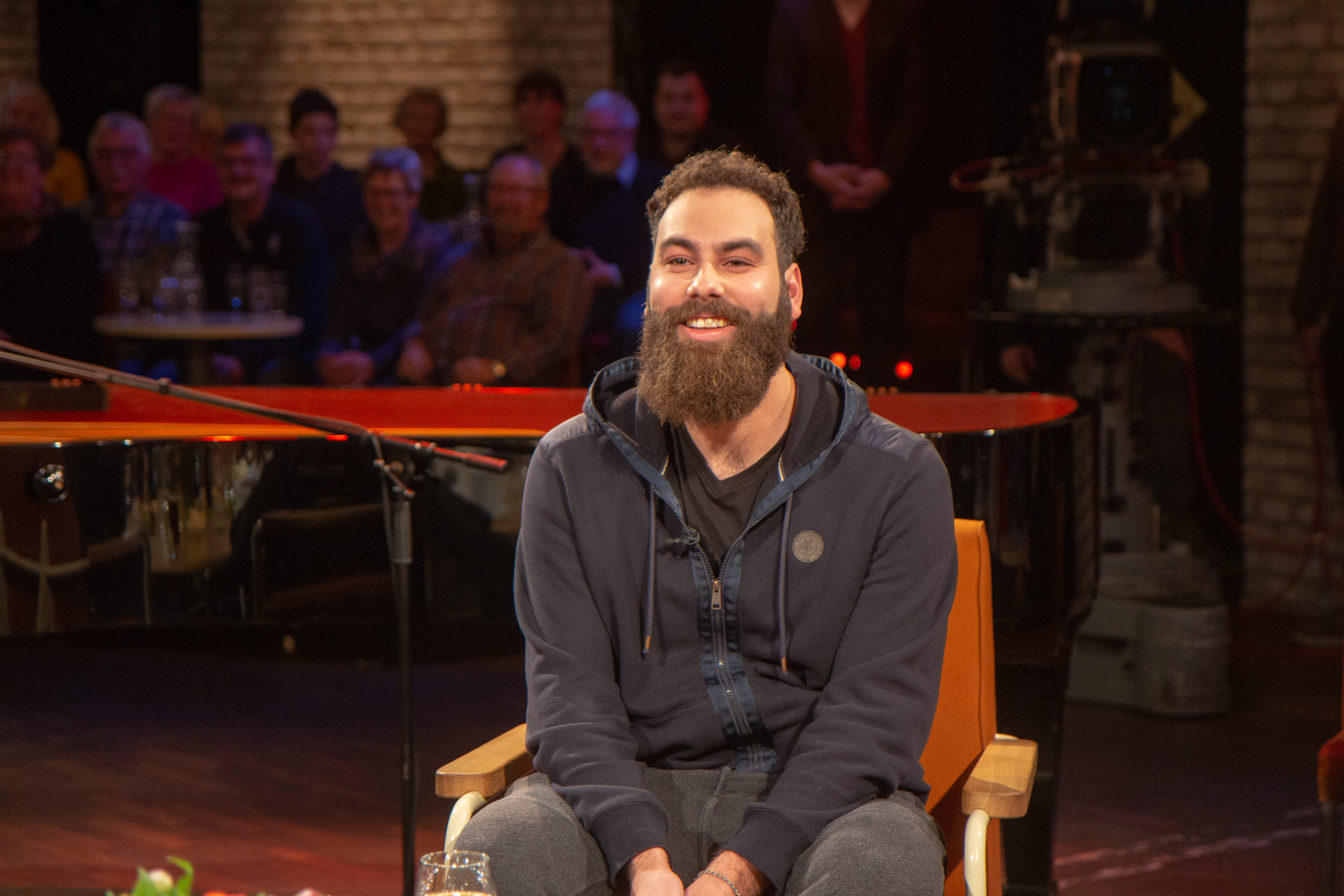
Dominik Bloh (2018)

Dominik Bloh (geb. 1988 in Neu-Ulm) ist ein deutscher ehemaliger Obdachloser, Sozialaktivist und Autor. 
Bloh wurde 1988 in Neu-Ulm geboren. In der norddeutschen Stadt Hamburg, auf deren Straßen er selbst lange Jahre als Straßenjunge gelebt hatte, kam er auf die Idee der Initiierung eines mobilen Duschbusses für Obdachlose. 2022 erhielt er dafür die Verdienstmedaille des Bundesverdienstkreuzes aus den Händen des deutschen Bundespräsidenten Frank-Walter Steinmeier und er berät seitdem auch die Politik in der Frage.
In seinem Buch Unter Palmen aus Stahl hält er seine Erlebnisse über sein Leben als Straßenjunge fest.

## Werke
- Die Straße im Kopf. Wie ist ein Weiterleben nach dem Überleben möglich? Raus aus der Obdachlosigkeit, trotzdem kein Zuhause. Kampenwand Verlag 2024 978-3986601911
- Mit Axel Martens (Fotograf): Unter Palmen aus Stahl: Die Geschichte eines Straßenjungen. Hollenstedt 2017